# Teatre del Raval
El Teatre del Raval fou un espai teatral situat dins les dependències de l'Església del Carme, al carrer de Sant Antoni Abat, 12-16 del Raval de Barcelona.
El Setembre de 2024 decidí tancar segons van comunicar a les seves xarxes socials i espectadors.